# Cardinal à tête jaune
Pheucticus chrysogaster
Espèce
Statut de conservation UICN

 LC  : Préoccupation mineure
Le Cardinal à tête jaune (Pheucticus chrysogaster) est une espèce de la famille des Cardinalidae.

## Liste des taxons de rang inférieur
Liste des sous-espèces selon GBIF (15 mai 2021) :
- Pheucticus chrysogaster subsp. chrysogaster
- Pheucticus chrysogaster subsp. laubmanni Hellmayr & Seilern, 1915

## Systématique
Le nom scientifique complet (avec auteur) de ce taxon est Pheucticus chrysogaster (Lesson, 1832).
Ce taxon porte en français le nom vernaculaire ou normalisé suivant : Cardinal à tête jaune.